# Boyacá
Boyacá è un comune della Colombia facente parte del dipartimento omonimo.
Il centro abitato venne fondato da Gonzalo Jiménez de Quesada nel 1537.